# SN 2000fy
SN 2000fy – supernowa typu Ia odkryta 6 grudnia 2000 roku w galaktyce A080313+4736. W momencie odkrycia miała maksymalną jasność 19,50m.